# Lluís de França (1704-1705)
Lluís de França (Versalles, 25 de juny de 1704 - Versalles, 13 d'abril de 1705) fou un aristòcrata francès, príncep de França.
Va rebre al néixer el títol de duc de Bretanya però va morir al cap de nou mesos el 1705; el 1707 va néixer un altre germà que fou també anomenat Lluís i al que es va donar el títol de duc de Bretanya.
Era fill de Lluís de França (1682-1712) (delfí 1711-1712) al seu torn fill del delfí Lluís de França (1661-1711) conegut com el Gran Delfí i fill al seu torn de Lluís XIV de França (+ 1715). La seva mare fou Maria Adelaida de Savoia (1685-1712).

## Genealogia
|  |  |  |  | Lluís XIV de França | Lluís XIV de França | Lluís XIV de França | Lluís XIV de França | Lluís XIV de França         | Lluís XIV de França         |                             |                             | Maria Teresa d'Àustria      | Maria Teresa d'Àustria      | Maria Teresa d'Àustria      | Maria Teresa d'Àustria      | Maria Teresa d'Àustria         | Maria Teresa d'Àustria         |                                |                                |                                |                                |                          |                          |                          |                          |                    |                    |                    |                    |  |  |
|  |  |  |  | Lluís XIV de França | Lluís XIV de França | Lluís XIV de França | Lluís XIV de França | Lluís XIV de França         | Lluís XIV de França         |                             |                             | Maria Teresa d'Àustria      | Maria Teresa d'Àustria      | Maria Teresa d'Àustria      | Maria Teresa d'Àustria      | Maria Teresa d'Àustria         | Maria Teresa d'Àustria         |                                |                                |                                |                                |                          |                          |                          |                          |                    |                    |                    |                    |  |  |
|  |  |  |  |                     |                     |                     |                     |                             |                             |                             |                             |                             |                             |                             |                             |                                |                                |                                |                                |                                |                                |                          |                          |                          |                          |                    |                    |                    |                    |  |  |
|  |  |  |  |                     |                     |                     |                     | Lluís de França (1661-1711) | Lluís de França (1661-1711) | Lluís de França (1661-1711) | Lluís de França (1661-1711) | Lluís de França (1661-1711) | Lluís de França (1661-1711) |                             |                             | Maria Anna Victòria de Baviera | Maria Anna Victòria de Baviera | Maria Anna Victòria de Baviera | Maria Anna Victòria de Baviera | Maria Anna Victòria de Baviera | Maria Anna Victòria de Baviera |                          |                          |                          |                          |                    |                    |                    |                    |  |  |
|  |  |  |  |                     |                     |                     |                     | Lluís de França (1661-1711) | Lluís de França (1661-1711) | Lluís de França (1661-1711) | Lluís de França (1661-1711) | Lluís de França (1661-1711) | Lluís de França (1661-1711) |                             |                             | Maria Anna Victòria de Baviera | Maria Anna Victòria de Baviera | Maria Anna Victòria de Baviera | Maria Anna Victòria de Baviera | Maria Anna Victòria de Baviera | Maria Anna Victòria de Baviera |                          |                          |                          |                          |                    |                    |                    |                    |  |  |
|  |  |  |  |                     |                     |                     |                     |                             |                             |                             |                             |                             |                             |                             |                             |                                |                                |                                |                                |                                |                                |                          |                          |                          |                          |                    |                    |                    |                    |  |  |
|  |  |  |  |                     |                     |                     |                     |                             |                             |                             |                             | Lluís de França (1682-1712) | Lluís de França (1682-1712) | Lluís de França (1682-1712) | Lluís de França (1682-1712) | Lluís de França (1682-1712)    | Lluís de França (1682-1712)    |                                |                                | Maria Adelaida de Savoia       | Maria Adelaida de Savoia       | Maria Adelaida de Savoia | Maria Adelaida de Savoia | Maria Adelaida de Savoia | Maria Adelaida de Savoia |                    |                    |                    |                    |  |  |
|  |  |  |  |                     |                     |                     |                     |                             |                             |                             |                             | Lluís de França (1682-1712) | Lluís de França (1682-1712) | Lluís de França (1682-1712) | Lluís de França (1682-1712) | Lluís de França (1682-1712)    | Lluís de França (1682-1712)    |                                |                                | Maria Adelaida de Savoia       | Maria Adelaida de Savoia       | Maria Adelaida de Savoia | Maria Adelaida de Savoia | Maria Adelaida de Savoia | Maria Adelaida de Savoia |                    |                    |                    |                    |  |  |
|  |  |  |  |                     |                     |                     |                     |                             |                             |                             |                             |                             |                             |                             |                             |                                |                                |                                |                                |                                |                                |                          |                          |                          |                          |                    |                    |                    |                    |  |  |
|  |  |  |  |                     |                     |                     |                     |                             |                             |                             |                             |                             |                             |                             |                             |                                |                                |                                |                                |                                |                                |                          |                          |                          |                          |                    |                    |                    |                    |  |  |
|  |  |  |  |                     |                     |                     |                     | Lluís de França (1704-1705) | Lluís de França (1704-1705) | Lluís de França (1704-1705) | Lluís de França (1704-1705) | Lluís de França (1704-1705) | Lluís de França (1704-1705) |                             |                             | Lluís de França (1707-1712)    | Lluís de França (1707-1712)    | Lluís de França (1707-1712)    | Lluís de França (1707-1712)    | Lluís de França (1707-1712)    | Lluís de França (1707-1712)    |                          |                          | Lluís XV de França       | Lluís XV de França       | Lluís XV de França | Lluís XV de França | Lluís XV de França | Lluís XV de França |  |  |